# ESIM

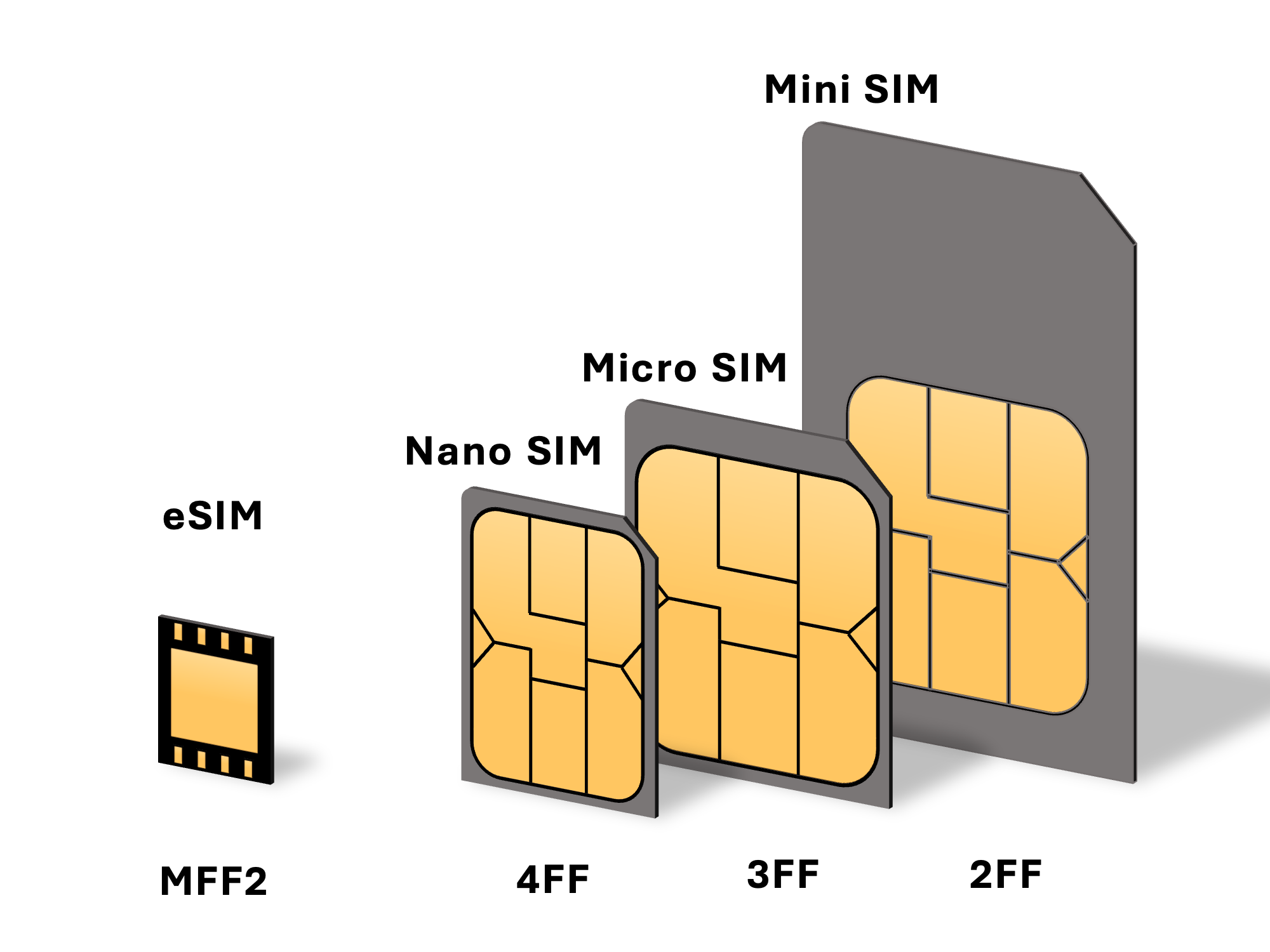
Evolución de la eSIM.

Una eSIM, del inglés embedded-SIM, es una tarjeta SIM programable integrada directamente en un dispositivo, eliminando la necesidad de una tarjeta física. En lugar de estar ubicada en un circuito integrado extraíble, la eSIM es un software instalado en un chip eUICC que se encuentra permanentemente conectado al dispositivo, cumpliendo las mismas funciones que una SIM física, con un ICCID único y una clave de autenticación de red.
Desde su lanzamiento en 2016, la eSIM ha comenzado a reemplazar a la SIM física en diversos campos, especialmente en la telefonía móvil, ofreciendo mayor flexibilidad y facilidad para cambiar de operador o plan.

## Historia
Desde 2010, la GSMA ha estado discutiendo la posibilidad de una SIM basada en software.
Si bien Motorola señaló que eUICC está orientado a dispositivos industriales, Apple "no estuvo de acuerdo con que haya una declaración que prohíba el uso de una UICC integrada en un producto de consumo". Actualmente, la GSMA mantiene dos versiones diferentes del estándar: una para dispositivos de consumo y otra para dispositivos M2M.
Se publicó una primera versión del estándar en marzo de 2016, seguida de una segunda versión en noviembre de 2016.

## Implementación
En 2016, el reloj inteligente Samsung Gear S2 Classic 3G fue el primer dispositivo en implementar una eSIM.
En 2017, durante el Mobile World Congress, Qualcomm presentó una solución técnica, con una demostración en vivo, dentro de su chip de hardware Snapdragon asociado con software relacionado (aplicaciones Java seguras).[cita requerida]
Apple introdujo por primera vez la compatibilidad con eSIM en septiembre de 2017 con el Apple Watch Series 3. Los primeros modelos de iPhone que lo admitieron fueron el IPhone Xs, IPhone Xs Max, y iPhone XR,- anunciados en septiembre de 2018. El primer modelo de iPad fue el iPad Pro (tercera generación), anunciado en octubre de 2018. En septiembre de 2022, Apple presentó el iPhone 14, iPhone 14 Plus, iPhone 14 Pro y iPhone 14 Pro Max, los primeros modelos de iPhone que no tienen bandeja para tarjeta SIM y funcionan exclusivamente con eSIM. Fuera de los Estados Unidos, todos los modelos de iPhone continúan vendiéndose con soporte tanto para eSIM como para tarjetas SIM físicas, mientras que en China continental la eSIM no es compatible en absoluto.
Google presentó el Pixel 2 en octubre de 2017, que agregó compatibilidad con eSIM para usar con su servicio Google Fi. En 2018, Google lanzó Pixel 3 y Pixel 3 XL y, posteriormente, en mayo de 2019, Pixel 3a y Pixel 3a XL, con compatibilidad con eSIM para operadores que no sean Google Fi. En octubre de ese mismo año, Google lanzó Pixel 4 y Pixel 4 XL con soporte eSIM.[cita requerida]
Motorola lanzó la versión 2020 del Motorola Razr, un teléfono inteligente plegable que no tiene una ranura física para SIM, ya que solo es compatible con eSIM.[cita requerida]
Plintron implementó el producto eSIM4Things Internet of Things, basado en la compatibilidad con eSIM para los dispositivos y disponible en 28 países.
Microsoft introdujo eSIM en el sistema operativo Windows 10 en 2018[15] y lanzó su primer dispositivo habilitado para eSIM, Surface Pro LTE, en 2017.
Samsung envió los teléfonos inteligentes de las series Galaxy S21 y S20 en los EE. UU. con hardware eSIM integrado pero sin soporte de software listo para usar. La función se habilitó más tarde con la actualización de la versión 4 de One UI. Sin embargo, la implementación de la eSIM en el S21 y S20 en los EE. UU. es diferente a la implementación en el resto del mundo. La versión de EE. UU. carece de la capacidad de especificar diferentes SIM predeterminadas para diferentes funciones, por ejemplo, una SIM como predeterminada para datos y la otra SIM como predeterminada para voz. Requiere que la misma eSIM sea la SIM predeterminada para datos, voz y SMS. La versión de EE. UU. también fuerza un reinicio cada vez que el usuario cambia de eSIM, mientras que los modelos fuera de EE. UU. no lo hacen.[cita requerida]
Nokia X30 5G es compatible con eSIM.
Sony Xperia 5 IV modelo XQ-CQ54 es compatible con eSIM.

## Diseño
Una tarjeta SIM tradicional consta de un circuito integrado ubicado en una tarjeta de circuito integrado universal (UICC), generalmente hecha de PVC, que se inserta manualmente en un dispositivo. Por el contrario, una eSIM es un perfil de tarjeta SIM virtualizado instalado en un chip eUICC permanentemente montado en la superficie de un dispositivo móvil en la fábrica. El chip eUICC utilizado para alojar la eSIM utiliza la misma interfaz eléctrica que una SIM física, tal como se define en ISO/IEC 7816. Una vez que se ha instalado un perfil de operador de eSIM en una eUICC, funciona igual que una SIM física, completa con un único ICCID y clave de autenticación de red generada por el operador.[cita requerida]

## Uso

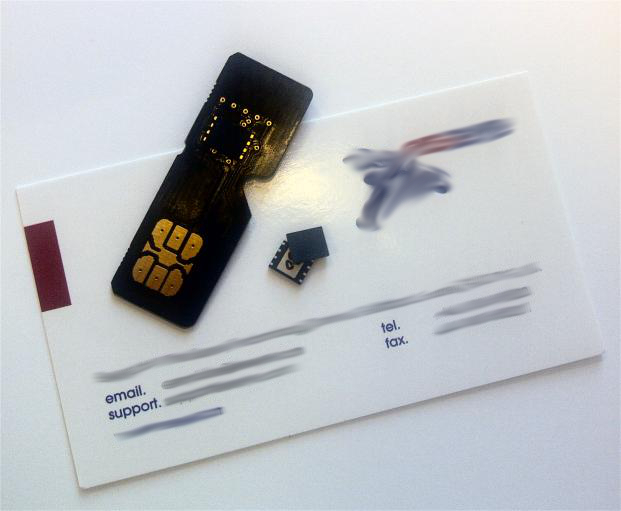
eSIM con un Adaptador

Una eSIM normalmente se aprovisiona de forma remota; los usuarios finales pueden agregar o quitar operadores sin necesidad de cambiar físicamente una tarjeta SIM del dispositivo. Todas las eSIM están programadas con una eSIM ID (EID) permanente en la fábrica. El servicio de aprovisionamiento utiliza este número para asociar el dispositivo con una suscripción de operador existente, así como para negociar un canal seguro para la programación.[cita requerida]

## Especificaciones

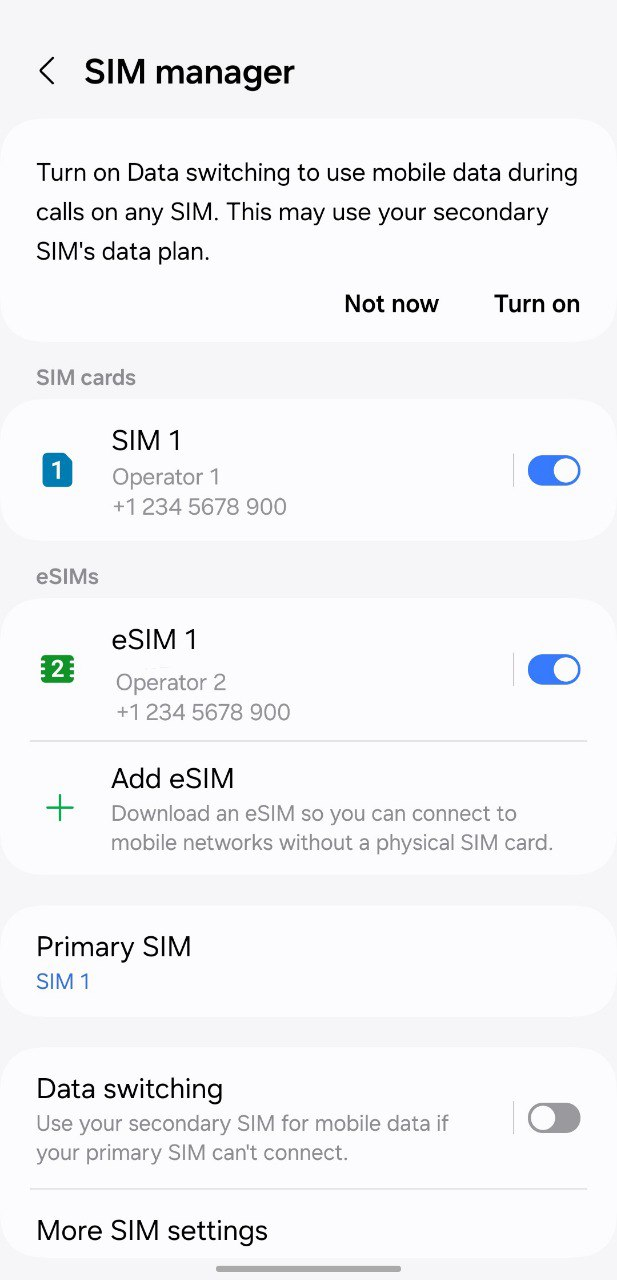
Configuración de una eSIM para un S23 Ultra

eSIM es una especificación global de GSMA que permite el aprovisionamiento remoto de SIM de cualquier dispositivo móvil. GSMA define eSIM como la SIM para la próxima generación de dispositivos de consumo conectados. Las soluciones de red que utilizan la tecnología eSIM se pueden aplicar ampliamente a varios escenarios de Internet de las cosas (IoT), incluidos los automóviles conectados (espejos retrovisores inteligentes, diagnósticos a bordo (OBD), puntos de acceso Wi-Fi del vehículo), traductores de inteligencia artificial, dispositivos MiFi, auriculares smart, medidores inteligentes, unidades de seguimiento GPS, DTU, bicicletas compartidas, reproductores publicitarios, dispositivos de videovigilancia, etc. 
Un factor de forma físico común de un chip eUICC se designa comúnmente como MFF2.
La Comisión Europea seleccionó el formato eUICC para su servicio de llamadas de emergencia a bordo de vehículos, conocido como eCall, en 2012. Todos los modelos de automóviles nuevos en la UE deben tener uno para 2018 para conectar instantáneamente el automóvil a los servicios de emergencia en caso de accidente.
Rusia tiene un plan similar con el GLONASS (sistema nacional de posicionamiento por satélite) llamado ERA-GLONASS.
Singapur está buscando opiniones públicas sobre la introducción de eSIM como un nuevo estándar, a medida que ingresan al mercado más dispositivos compatibles.
Nokia X30 5G es compatible con eSIM.

## Prestadores/Proveedores de eSIMs]
Incluso si algunas empresas esperaban estos cambios, el rápido desarrollo de esta tecnología llevó a muchas otras empresas a un punto en el que tuvieron que adaptarse rápidamente y lanzar su propia eSIM o incluso cambiar, por completo, sus contrapartes físicas. Empresas como Orange, Vodafone y otras ahora tienen su propia eSIM en sus tiendas web.

## eSIM de Viajes
Como respuesta para evitar cargos por roaming, la eSIM aparece como la respuesta lógica a un mundo hiperconectado. Desde su lanzamiento, algunas grandes empresas tecnológicas o startups medianas, como Manet Travel, Holafly, Always Mobile, GigSky, eSimSupply, holidaySim, Truphone y otras, han comenzado a ofrecer servicios de eSIM para distintos destinos.

## iSIM y nuSIM
En 2021, Deutsche Telekom presentó una alternativa a las eSIM para dispositivos más pequeños e Internet de las cosas en forma de SIM integradas (iSIM) completamente integradas en un enclave de seguridad del módem SoC (System on Chip). Llamados nuSIM, son más pequeños, más baratos y más ecológicos, ya que no se requiere hardware ni plástico adicionales. Además pueden cumplir los mismos requisitos de seguridad que una eSIM o una SIM clásica y facilitan la logística y la producción de pequeños dispositivos. Se puede esperar que, debido a estas ventajas, las iSIM también reemplacen a las (e)SIM en los teléfonos móviles y otros dispositivos de consumo conectados en el futuro.